# قانون التحرش الجنسي بالنساء في مكان العمل لعام 2013 (المنع والحظر والجبر)
يُعد قانون التحرش الجنسي بالنساء في مكان العمل لعام 2013 (المنع والحظر والجبر) قانونًا تشريعيًا في الهند الذي يهدف لحماية المرأة من التحرش الجنسي في مكان عملهن. في 3 من سبتمبر/أيلول لعام 2012، أقره لوك سابها (مجلس النواب بالبرلمان الهندي)، أما في 26 من فبراير/شباط لعام 2013، كما أقره راجيا سابها (مجلس الشيوخ بالبرلمان الهندي)، وصدق الرئيس الهندي على القانون في 23 من أبريل/نيسان لعام 2013، ودخل حيز التنفيذ من 9 ديسمبر/كانون الأول لعام 2013. هذا القانون التشريعي حل محل دلائل ارشاد فيشكاه لمنع التحرش الجنسي وقدمته المحكمة العليا بالهند. أصدرت منظمة العمل الدولية تقريرًا أفادت بأن قلة من موظفي الهند يمتثلون لهذا القانون، في حين أن جُل موظفي الهند لم ينفذوا القانون رغم المتطلبات القانونية بأن أي مكان عمل فيه أكثر من عشر موظفين يفترض تنفيذه. ووفقًا لتقرير من اتحاد الغرف التجارية والصناعية الهندية من إرنست ويونغ في نوفمبر/تشرين الثاني لعام 2015، لم تمتثل الشركات الهندية بنسبة 36% وكذلك الشركات متعددة الجنسيات بنسبة 25% بقانون التحرش الجنسي لعام 2013. وهددت الحكومة باتخاذ إجراءات صارمة ضد الموظفين الذين رفضوا الامتثال للقانون.

## ديباجة وخلفية
النص التمهيدي للقانون:
يوفر القانون تقديم الحماية ضد التحرش الجنسي بالمرأة في مكان العمل ومن أجل منع وجبر شكاوى التحرش الجنسي وأي أمور مرتبطة معه أو تابعة له.

حيث أن التحرش الجنسي ينتج عنه انتهاك حقوق المرأة الأساسية للمساواة تحت مواد القانون رقم 14 و15 من الدستور الهندي، وحقها في الحياة والعيش بكرامة تحت مادة رقم 21 من الدستور، وحقها في زاول أي مهنة أو تعمل في أي وظيفة، أو تجارة، أو عمل تجاري والذي يتضمن الحق في بيئة آمنة خالية من التحرش الجنسي؛
وحيث أن الحماية من التحرش الجنسي والحق في العمل بكرامة تعترف بها الاتفاقات والاتفاقيات الدولية المعنية بحقوق الإنسان عالميًا على سبيل المثال اتفاق القضاء على جميع أشكال التمييز ضد المرأة، التي صادقت عليها الحكومة الهندية في 25 من يونيو/حزيران لعام 1993؛
وحيث أنه من المناسب لعمل أحكام تدخل حيز التنفيذ الخاص بالاتفاق المذكور لحماية المرأة من التحرش الجنسي في مكان العمل.